# Phrudus longius
Phrudus longius är en stekelart som beskrevs av Chiu 1987. Phrudus longius ingår i släktet Phrudus och familjen brokparasitsteklar. Inga underarter finns listade i Catalogue of Life.